# Elecciones regionales de Ica de 2010
Las elecciones regionales de Ica de 2010 se llevaron a cabo el 3 de octubre de 2010 para elegir al presidente regional, vicepresidente y al Consejo Regional para el periodo 2011-2014. La elección se celebró simultáneamente con las elecciones regionales y municipales (provinciales y distritales) en todo el Perú. La segunda vuelta regional se llevó a cabo el 5 de diciembre de 2010.

## Sistema electoral
El Gobierno Regional de Ica es el órgano administrativo y de gobierno del departamento de Ica. Está compuesto por el presidente regional, el vicepresidente regional y el Consejo Regional.
La votación se realiza en base al sufragio universal, que comprende a todos los ciudadanos nacionales mayores de dieciocho años, empadronados y residentes en el departamento de Ica y en pleno goce de sus derechos políticos.
El presidente y vicepresidente regional son elegidos por sufragio directo. Para que un candidato sea proclamado ganador debe obtener no menos de 30 % de votos válidos. En caso ningún candidato logre ese porcentaje en la primera vuelta electoral, los dos candidatos más votados participan en una segunda vuelta o balotaje.
El Consejo Regional de Ica está compuesto por 9 consejeros elegidos por sufragio directo para un período de cuatro (4) años. La votación es por lista cerrada y bloqueada. Cada provincia del departamento de Ica constituye una circunscripción electoral. Se asigna a la lista ganadora los escaños según el método d'Hondt. La distribución y el número de consejeros regionales es la siguiente:
| Circunscripción | Escaños | Mapa |
| --------------- | ------- | ---- |
| Ica             | 3       |      |
| Chincha y Palpa | 2       |      |
| Nasca y Pisco   | 1       |      |

## Composición del Consejo Regional de Ica
La siguiente tabla muestra la composición del Consejo Regional de Ica antes de las elecciones.
| Partidos | Partidos                        | Consejeros |
| -------- | ------------------------------- | ---------- |
|          | Partido Regional de Integración | 5          |
|          | Partido Aprista Peruano         | 1          |
|          | Partido Nacionalista Peruano    | 1          |

## Partidos y candidatos
A continuación se muestra una lista de los principales partidos y alianzas electorales que participaron en las elecciones:
| Candidatura | Candidatura | Partidos y alianzas                                                                            | Candidatos | Candidatos                | Ideología                                                          | Resultado previo | Resultado previo | Ref. |
| Candidatura | Candidatura | Partidos y alianzas                                                                            | Candidatos | Candidatos                | Ideología                                                          | Votos (%)        | Con.             | Ref. |
| ----------- | ----------- | ---------------------------------------------------------------------------------------------- | ---------- | ------------------------- | ------------------------------------------------------------------ | ---------------- | ---------------- | ---- |
|             | PRI         | Lista - Partido Regional de Integración (PRI)                                                  |            | Rómulo Triveño García     | Regionalismo iqueño                                                | 32.05%           | 5                |      |
|             | APRA        | Lista - Partido Aprista Peruano (APRA)                                                         |            | Eddy García Mendoza       | Aprismo                                                            | 22.00%           | 1                |      |
|             | AP          | Lista - Acción Popular (AP)                                                                    |            | Reymundo Calderón Pino    | Humanismo Nacionalismo cívico Reformismo                           | 6.55%            | 0                |      |
|             | PP–PPC      | Lista - Alianza Unidad Regional (PP–PPC) – Perú Posible (PP) – Partido Popular Cristiano (PPC) |            | José Devéscovi Dzierson   | Socioliberalismo Democracia cristiana Tercera vía                  | 5.33%            | 0                |      |
|             | UPP         | Lista - Unión por el Perú (UPP)                                                                |            | César Gutiérrez Peña      | Nacionalismo de izquierda Socialdemocracia                         | 4.35%            | 0                |      |
|             | FREPROI     | Lista - Frente Regional Progresista Iqueño (FREPROI)                                           |            | Alonso Navarro Cabanillas | Regionalismo iqueño                                                | 2.46%            | 0                |      |
|             | SP          | Lista - Somos Perú (SP)                                                                        |            | César Elías Chang         | Democracia cristiana Conservadurismo social                        | Nuevo            | Nuevo            |      |
|             | CR          | Lista - Cambio Radical (CR)                                                                    |            | Gastón Medina Sotomayor   | Ultraconservadurismo Liberalismo económico Populismo de derecha    | Nuevo            | Nuevo            |      |
|             | APP         | Lista - Alianza para el Progreso (APP)                                                         |            | Amparo Bautista Santiago  | Liberalismo económico Conservadurismo liberal Populismo de derecha | Nuevo            | Nuevo            |      |
|             | FDP         | Lista - Fonavistas del Perú (FDP)                                                              |            | Daniel Ascencio Angulo    | Socialismo Nacionalismo de izquierda Ecologismo                    | Nuevo            | Nuevo            |      |
|             | F2011       | Lista - Fuerza 2011 (F2011)                                                                    |            | Eduardo Cabrera Ganoza    | Fujimorismo Conservadurismo social Populismo de derecha            | Nuevo            | Nuevo            |      |
|             | FSR         | Lista - Frente Social Regional de Ica (FSR)                                                    |            | José Gereda Solari        | Regionalismo iqueño                                                | Nuevo            | Nuevo            |      |
|             | MERI        | Lista - Movimiento Etnocacerista Regional Iqueño (MERI)                                        |            | Edgar Alarcón Bravo       | Regionalismo iqueño Etnocacerismo                                  | Nuevo            | Nuevo            |      |
|             | ARI         | Lista - Alianza Regional Independiente (ARI)                                                   |            | Michael Cayo Belli        | Regionalismo iqueño                                                | Nuevo            | Nuevo            |      |
|             | URT         | Lista - Unión Regional Transparente (URT)                                                      |            | Ambrosio Cavero Donayre   | Regionalismo iqueño                                                | Nuevo            | Nuevo            |      |

## Sondeos de opinión
La siguiente tabla enumera las estimaciones de la intención de voto en orden cronológico inverso, mostrando las más recientes primero y utilizando las fechas en las que se realizó el trabajo de campo de la encuesta. Cuando se desconocen las fechas del trabajo de campo, se proporciona la fecha de publicación.
Leyenda:
     Sondeo realizado en el periodo de prohibición legal de la difusión de sondeos de intención de voto.

### Balotaje

#### Intención de voto
La siguiente tabla enumera las estimaciones ponderadas (sin incluir votos en blanco y nulos) de la intención de voto.
|                               |             |     |      |      |     |  |  |  |  |  |
| Elecciones regionales de 2010 | 5 dic 2010  | —   | 50.6 | 49.4 | 1.2 |  |  |  |  |  |
|                               |             |     |      |      |     |  |  |  |  |  |
| Ipsos Apoyo/El Comercio       | 25 nov 2010 | 400 | 50.7 | 49.3 | 1.4 |  |  |  |  |  |

#### Preferencias de voto
La siguiente tabla enumera las preferencias de voto en bruto (incluyendo blancos, viciados y sin respuesta) y no ponderadas.
|                               |             |     |      |      |     |    |     |  |  |  |
| Elecciones regionales de 2010 | 5 dic 2010  | —   | 47.3 | 46.2 | 6.4 | –  | 1.1 |  |  |  |
|                               |             |     |      |      |     |    |     |  |  |  |
| Ipsos Apoyo/El Comercio       | 25 nov 2010 | 400 | 38   | 37   | 9   | 16 | 1   |  |  |  |

### Primera vuelta

#### Intención de voto
La siguiente tabla enumera las estimaciones ponderadas (sin incluir votos en blanco y nulos) de la intención de voto.
|                               |            |   |      |      |      |      |     |     |  |  |
| Elecciones regionales de 2010 | 3 oct 2010 | — | 21.1 | 20.9 | 17.0 | 13.0 | 7.3 | 0.2 |  |  |
|                               |            |   |      |      |      |      |     |     |  |  |
| Ipsos Apoyo/América           | 3 oct 2010 | ? | 23.6 | 19.7 | –    | –    | –   | 3.9 |  |  |

## Resultados

### Gobierno Regional de Ica
|                      | Alonso Navarro Cabanillas | Frente Regional Progresista Iqueño (FREPOI)     | 78,312  | 21.14 | 201,751 | 50.59 |  |  |
|                      | Eduardo Cabrera Ganoza    | Fuerza 2011 (F2011)                             | 77,366  | 20.88 | 197,047 | 49.41 |  |  |
|                      | Rómulo Triveño García     | Partido Regional de Integración (PRI)           | 63,016  | 17.01 |         |       |  |  |
|                      | Gastón Medina Sotomayor   | Cambio Radical (CR)                             | 48,299  | 13.04 |         |       |  |  |
|                      | Eddy García Mendoza       | Partido Aprista Peruano (APRA)                  | 26,869  | 7.25  |         |       |  |  |
|                      | Michael Cayo Belli        | Alianza Regional Independiente (ARI)            | 15,111  | 4.08  |         |       |  |  |
|                      | César Gutiérrez Peña      | Unión por el Perú (UPP)                         | 12,989  | 3.51  |         |       |  |  |
|                      | José Gereda Solari        | Frente Social Regional de Ica (FSR)             | 10,437  | 2.82  |         |       |  |  |
|                      | José Devéscovi Dzierson   | Alianza Unidad Regional (PP–PPC)                | 10,271  | 2.77  |         |       |  |  |
|                      | Reymundo Calderón Pino    | Acción Popular (AP)                             | 7,721   | 2.08  |         |       |  |  |
|                      | Daniel Ascencio Angulo    | Fonavistas del Perú (FDP)                       | 6,148   | 1.66  |         |       |  |  |
|                      | Amparo Bautista Santiago  | Alianza para el Progreso (APP)                  | 4,314   | 1.16  |         |       |  |  |
|                      | Ambrosio Cavero Donayre   | Unión Regional Transparente (URT)               | 3,863   | 1.04  |         |       |  |  |
|                      | César Elías Chang         | Somos Perú (SP)                                 | 3,147   | 0.85  |         |       |  |  |
|                      | Edgar Alarcón Bravo       | Movimiento Etnocacerista Regional Iqueño (MERI) | 2,618   | 0.71  |         |       |  |  |
|                      |                           |                                                 |         |       |         |       |  |  |
| Total                | Total                     | Total                                           | 370,481 |       | 398,798 |       |  |  |
|                      |                           |                                                 |         |       |         |       |  |  |
| Votos válidos        | Votos válidos             | Votos válidos                                   | 370,481 | 81.25 | 398,798 | 93.57 |  |  |
| Votos en blanco      | Votos en blanco           | Votos en blanco                                 | 45,307  | 9.94  | 4,575   | 1.07  |  |  |
| Votos nulos          | Votos nulos               | Votos nulos                                     | 40,203  | 8.82  | 22,814  | 5.35  |  |  |
| Votos emitidos       | Votos emitidos            | Votos emitidos                                  | 455,991 | 89.39 | 426,187 | 83.54 |  |  |
| Abstenciones         | Abstenciones              | Abstenciones                                    | 54,148  | 10.61 | 83,952  | 16.46 |  |  |
| Votantes registrados | Votantes registrados      | Votantes registrados                            | 510,139 |       | 510,139 |       |  |  |
|                      |                           |                                                 |         |       |         |       |  |  |
| Fuente:              |                           |                                                 |         |       |         |       |  |  |

### Consejo Regional de Ica
|                                                                                              |                                                 |              |              |              |         |         |  |  |
| Partidos y coaliciones                                                                       | Partidos y coaliciones                          | Voto popular | Voto popular | Voto popular | Escaños | Escaños |  |  |
| Partidos y coaliciones                                                                       | Partidos y coaliciones                          | Votos        | %            | ±pp          | Total   | +/−     |  |  |
|                                                                                              | Frente Regional Progresista Iqueño (FREPOI)     | 68,949       | 19.92        | +17.46       | 3       | +3      |  |  |
|                                                                                              | Partido Regional de Integración (PRI)           | 64,168       | 18.54        | –13.51       | 3       | –2      |  |  |
|                                                                                              | Fuerza 2011 (F2011)                             | 60,509       | 17.49        | Nuevo        | 1       | +1      |  |  |
|                                                                                              | Cambio Radical (CR)                             | 33,223       | 9.60         | Nuevo        | 0       | ±0      |  |  |
|                                                                                              | Partido Aprista Peruano (APRA)                  | 30,240       | 8.74         | –13.26       | 0       | –1      |  |  |
|                                                                                              | Alianza Regional Independiente (ARI)            | 22,879       | 6.61         | Nuevo        | 1       | +1      |  |  |
|                                                                                              | Unión por el Perú (UPP)                         | 12,745       | 3.68         | –0.67        | 0       | ±0      |  |  |
|                                                                                              | Acción Popular (AP)                             | 10,923       | 3.16         | –3.39        | 1       | +1      |  |  |
|                                                                                              | Frente Social Regional de Ica (FSR)             | 10,083       | 2.91         | Nuevo        | 0       | ±0      |  |  |
|                                                                                              | Alianza Unidad Regional (PPC–PP)1               | 8,860        | 2.56         | –2.77        | 0       | ±0      |  |  |
|                                                                                              | Fonavistas del Perú (FDP)                       | 7,204        | 2.08         | Nuevo        | 0       | ±0      |  |  |
|                                                                                              | Alianza para el Progreso (APP)                  | 6,189        | 1.79         | Nuevo        | 0       | ±0      |  |  |
|                                                                                              | Somos Perú (SP)                                 | 3,997        | 1.16         | Nuevo        | 0       | ±0      |  |  |
|                                                                                              | Unión Regional Transparente (URT)               | 3,544        | 1.02         | Nuevo        | 0       | ±0      |  |  |
|                                                                                              | Movimiento Etnocacerista Regional Iqueño (MERI) | 2,533        | 0.73         | Nuevo        | 0       | ±0      |  |  |
|                                                                                              |                                                 |              |              |              |         |         |  |  |
| Total                                                                                        | Total                                           | 346,046      |              |              | 9       | +2      |  |  |
|                                                                                              |                                                 |              |              |              |         |         |  |  |
| Votos válidos                                                                                | Votos válidos                                   | 346,046      | 75.89        | –14.29       |         |         |  |  |
| Votos en blanco                                                                              | Votos en blanco                                 | 71,223       | 15.62        | +12.32       |         |         |  |  |
| Votos nulos                                                                                  | Votos nulos                                     | 38,722       | 8.49         | +1.96        |         |         |  |  |
| Votos emitidos                                                                               | Votos emitidos                                  | 455,991      | 89.39        | –0.84        |         |         |  |  |
| Abstenciones                                                                                 | Abstenciones                                    | 54,148       | 10.61        | +0.84        |         |         |  |  |
| Votantes registrados                                                                         | Votantes registrados                            | 510,139      |              |              |         |         |  |  |
|                                                                                              |                                                 |              |              |              |         |         |  |  |
| Fuente:                                                                                      |                                                 |              |              |              |         |         |  |  |
| Notas al pie: 1 Comparado con los resultados de Perú Posible (PP) en las elecciones de 2006. |                                                 |              |              |              |         |         |  |  |
| Notas al pie:                                                                                |                                                 |              |              |              |         |         |  |  |
| 1 Comparado con los resultados de Perú Posible (PP) en las elecciones de 2006.               |                                                 |              |              |              |         |         |  |  |

### Autoridades electas
| Cargo                                   | Autoridad electa | Autoridad electa            | Partido político | Partido político                   |
| --------------------------------------- | ---------------- | --------------------------- | ---------------- | ---------------------------------- |
| Presidente Regional de Ica              |                  | Alonso Navarro Cabanillas   |                  | Frente Regional Progresista Iqueño |
| Vicepresidente Regional de Ica          |                  | José Huasasquiche Gutiérrez |                  | Frente Regional Progresista Iqueño |
| Consejera Regional de Ica (por Chincha) |                  | Karen Rebatta Paredes       |                  | Alianza Regional Independiente     |
| Consejero Regional de Ica (por Chincha) |                  | José Echaíz Claros          |                  | Frente Regional Progresista Iqueño |
| Consejero Regional de Ica (por Ica)     |                  | Carlos Fernández Prada      |                  | Fuerza 2011                        |
| Consejera Regional de Ica (por Ica)     |                  | Nora Barco de Gotuzzo       |                  | Partido Regional de Integración    |
| Consejero Regional de Ica (por Ica)     |                  | Arturo Ramos Chávez         |                  | Frente Regional Progresista Iqueño |
| Consejera Regional de Ica (por Nasca)   |                  | Haydeé Torres Zegarra       |                  | Partido Regional de Integración    |
| Consejero Regional de Ica (por Palpa)   |                  | Juan Andía Morón            |                  | Partido Regional de Integración    |
| Consejero Regional de Ica (por Palpa)   |                  | José Medina Uribe           |                  | Acción Popular                     |
| Consejera Regional de Ica (por Pisco)   |                  | Giovanna Pizarro Osorio     |                  | Frente Regional Progresista Iqueño |